# Cobas

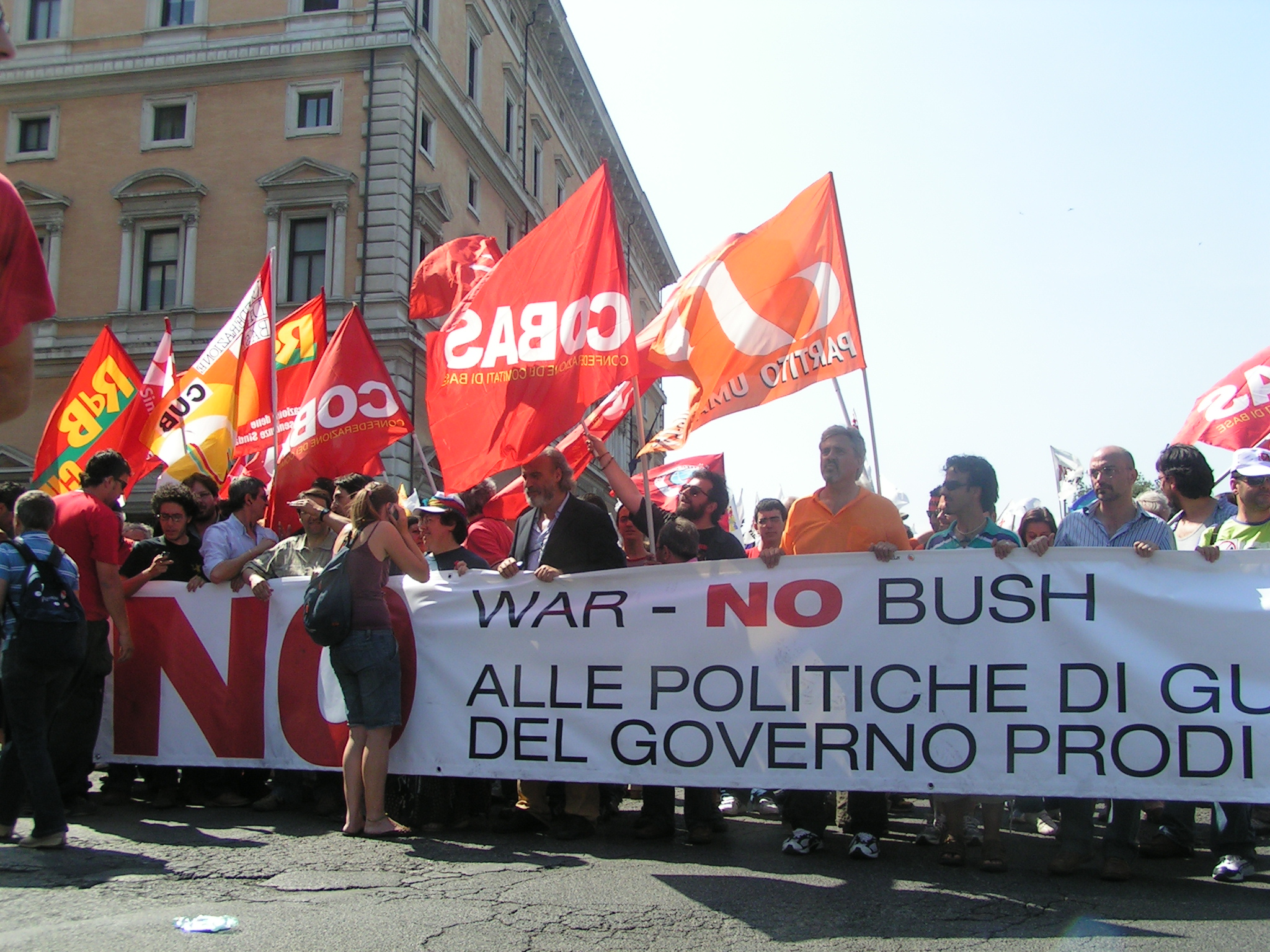
Cobas bei einer Anti-Bush-Demonstration

Als Cobas werden in Italien Basisgewerkschaften bezeichnet, die lokal und nicht führungsbetont organisiert sind. Sie unterscheiden sich dadurch grundlegend von den Allgemeinen Gewerkschaftsbünden.

## Geschichte
Der Begriff stammt von einer Abkürzung aus den achtziger Jahren, den Co.Ba.S. (Comitato di Base Scuola, zu deutsch: Basiskomitee Schule). Der Begriff wurde in Folge auf alle Basiskomitees ausgeweitet und hat so seinen aktuellen Sinn erhalten.
Nach verschiedenen Ansätzen von Arbeiterräten zur Selbstverwaltung im Bereich Metallverarbeitung gründeten sich die ersten Basiskomitees 1986 im Schulsektor zusammen mit den Lokomotivführern der Ferrovie dello Stato (CO.M.U.). In Folge bildeten sich in allen Sektoren Cobas, die mitunter in Netzwerken organisiert sind, wie der Confederazione Italiana di Base Unicobas (sektorübergreifend mit Schwerpunkt Schule), der Slai Cobas (Metallverarbeitung) und der SinCobas. Zu den bedeutendsten Organisationen des Cobastyps zählt die Confederazione Cobas, die die ursprüngliche Cobas della scuola, die Cobas sanità (Cobas Gesundheitswesen), die Cobas Pubblico Impiego (Cobas Öffentlicher Dienst) und die Cobas del Lavoro Privato (Cobas Privatwirtschaft; zum Beispiel: Enel, Telecom Italia etc.) organisiert. Eine weitere wichtige Cobasgruppe ist die Confederazione Italiana di Base Unicobas, die den Bereich Schule, Universität, Ausbildung, Gesundheitswesen, Öffentlicher Dienst, Lokalwirtschaft, Metallverarbeitung und Privatsektor umfasst.
Zu den Basiskomitees zählt in Italien ebenfalls die Unione Sindacale Italiana.

## Struktur
Die Cobas sind Arbeitergewerkschaften, die im Unterschied zu den Allgemeinen Gewerkschaften, wie dem CGIL, CISL oder UIL, auf lokaler Ebene organisiert sind und keiner übergeordneten Führungsbüros besitzen. Diese Organisationsstrategie knüpft an die Organisationsform der sogenannten Fabrikräte an, die von der Mehrzahl der Gewerkschaften nach der Gewerkschaftskrise in den achtziger Jahren aufgegeben wurde.
Die Organisationsform und die Strategien der Cobas führten dazu, dass eine Mehrheit der Mitglieder aus dem linken politischen Spektrum, aus der Anarchismusbewegung oder zumindest aus der Antiliberalismus- oder Antikapitalismusbewegung stammt. Unterstützung erhielten die Cobas zumeist von den linksradikalen Parteien, wie der Rifondazione Comunista. Eine Ausnahme bildet die Cobas del Latte beziehungsweise die Co.SPLat. (Comitato Spontaneo Produttori Latte; zu deutsch: Spontanes Gremium der Milchproduzenten), welche von freien Milchproduzenten gegründet wurde.